# 约翰尼·布里塞尼奥
強尼·布里仙紐（西班牙語：Johnny Briceño，1960年7月17日—）是伯利兹的政治人物，現任伯利兹总理。布里斯諾過去為反對黨領袖；2020年其所領導的人民联合党獲得眾議院過半席次，並出任總理。

## 荣誉

### 外国勋章奖章
- 特种大绶卿云勋章（中华民国，2022年3月9日于台北总统府颁发[1]）